# Tianjin
Tianjin, även känt som Tientsin, är en stor hamnstad i nordöstra Kina som gränsar till Peking och provinsen Hebei. Det är också ett av fyra storstadsområden i Kina som lyder direkt under den kinesiska centralregeringen.
I hela storstadsområdet (11 300 km²) bor det 15,47 miljoner invånare (2015), varav 12,78 miljoner bor i de urbana delarna (2015)

## Historia
Staden grundades 497 f.Kr., men blev inte betydelsefull förrän under Suidynastin, då öppnandet av Kejsarkanalen förvandlade staden till en viktig marknadsplats. Staden hette Zhigu (直沽) fram till år 1404, då Yonglekejsaren döpte om staden till Tianjin, vilket fritt översatt betyder "kejsarens vadställe". Detta syftar på det faktum att kejsaren måste korsa floden Hai He på väg till huvudstaden Peking. I nära anslutning till staden byggdes det betydelsefulla Dagu-fortet, som skyddade vägen till huvudstaden.
Under det andra opiumkriget var staden skådeplats för kriget mellan Qingdynastin och Storbritannien och Frankrike. 1858 slöts en rad fördrag mellan Qing och fyra västerländska makter. Efter kriget blev staden en fördragshamn och åtta länder öppnade koncessioner utanför den muromgärdade kinesiska staden på ömse sidor om Hai He. 1870 hamnade staden åter i fokus då ett antal franska missionärer och kinesiska kristna mördades i den så kallade "Tientsin-massakern", vilken ledde till hot om militär intervention från Frankrike.
De utländska koncessionerna bidrog till stadens snabba utveckling och många kineser tog sin tillflykt till koncessionerna i tid av politisk oro. Till exempel bodde de före detta kejsaren Puyi en tid i den japanska koncessionen efter det att han jagats ut ur den Förbjudna staden 1924. År 1927 fick Tianjin status som stad på provinsnivå. De utländska koncessionerna försvann stegvis under 1900-talet och de sista försvann i samband med Japans nederlag i det andra sino-japanska kriget 1945.

## Administrativ indelning
Tianjin indelas i sexton stadsdistrikt:
|                        |                      |          |              |           |       |        |
| Distrikt i stadskärnan |                      |          |              |           |       |        |
| 1                      | Heping               | 和平区   | Hépíng qū    | 470 000   | 10    | 47 000 |
| 2                      | Hedong               | 河东区   | Hédōng qū    | 680 000   | 39    | 17 436 |
| 3                      | Hexi                 | 河西区   | Héxī qū      | 740 000   | 37    | 20 000 |
| 4                      | Nankai               | 南开区   | Nánkāi qū    | 790 000   | 39    | 20 256 |
| 5                      | Hebei                | 河北区   | Héběi qū     | 620 000   | 27    | 22 963 |
| 6                      | Hongqiao             | 红桥区   | Hōngqiáo qū  | 560 000   | 21    | 26 667 |
| Förortsdistrikt        |                      |          |              |           |       |        |
| 7                      | Binhais nya distrikt | 滨海新区 | Bīnhǎi xīnqū | 1 000 000 | 1 978 | 1 556  |
| 8                      | Dongli               | 东丽区   | Dōnglì qū    | 320 000   | 460   | 696    |
| 9                      | Xiqing               | 西青区   | Xīqīng qū    | 330 000   | 545   | 606    |
| 10                     | Jinnan               | 津南区   | Jīnnán qū    | 380 000   | 401   | 948    |
| 11                     | Beichen              | 北辰区   | Běichén qū   | 320 000   | 478   | 669    |
| Landsbygdsdistrikt     |                      |          |              |           |       |        |
| 12                     | Wuqing               | 武清区   | Wǔqīng qū    | 840 000   | 1 570 | 535    |
| 13                     | Baodi                | 宝坻区   | Bǎodǐ qū     | 650 000   | 1 523 | 427    |
| 14                     | Ninghe               | 宁河区   | Nínghé qū    | 360 000   | 1 414 | 255    |
| 15                     | Jinghai              | 静海区   | Jìnghǎi qū   | 520 000   | 1 476 | 352    |
| 16                     | Jìzhou               | 蓟县     | Jìzhōu qū    | 810 000   | 1 593 | 508    |

Till stadsdistriktet Hedong hör även enklaven Tianjin Tiechang som ligger i She härad i provinsen Hebei.

## Politik
Den politiska makten i Tianjin utövas officiellt av stadens folkregering, som leds av den regionala folkkongressen och borgmästaren. Storstadsområdet Tianjin befinner sig administrativt på provinsnivå, vilket betyder att borgmästaren i Tianjin är jämställd med guvernörerna i landets övriga provinser. Dessutom finns det en regional politiskt rådgivande konferens, som motsvarar Kinesiska folkets politiskt rådgivande konferens och främst har ceremoniella funktioner. Stadens borgmästare sedan 2022 är Zhang Gong.
I praktiken utövar dock den regionala avdelningen av Kinas kommunistiska parti den avgörande makten i Tianjin och partisekreteraren i regionen har högre rang i partihierarkin än borgmästaren. Från december 2022 är Chen Min'er partichef i staden.
Tianjin är sedan 1993 vänort med Jönköpings kommun.